# Berezánskaya
Berezánskaya (del ruso: Береза́нская) es una stanitsa del raión de Výselki del krai de Krasnodar, en Rusia. Está situada a orillas del río Beisug, 15 km al nordeste de Výselki y 87 km al nordeste de Krasnodar, la capital del krai. Tenía 6 968 habitantes en 2010.
Es cabeza del municipio Berezánskoye, al que pertenecen asimismo Zarechni y Zariá.

## Historia
La localidad fue fundada en 1794 como una de los primeros cuarenta asentamientos (kuren) de los cosacos del Mar Negro en el Kubán, con el nombre Berezánskoye. Fue nombrada así por la victoria el 7 de noviembre de 1788 en la guerra contra los turcos en la isla de Berezán.

## Composición étnica
De los 6 484 habitantes que tenía en 2002, el 92.9 % era de etnia rusa, el 2.5 % era de etnia ucraniana, el 1.7 % era de etnia armenia, el 1.3 % era de etnia griega, el 0.3 % era de etnia bielorrusa, el 0.2 % era de etnia azerí, el 0.2 % era de etnia tártara, el 0.2 % era de etnia alemana, el 0.1 % era de etnia adigué y el 0.1 % era de etnia georgiana

## Transporte
Al este de la localidad pasa la carretera federal M4 Don Moscú-Novorosíisk.